# Le Sampa
Singles de Richard Gotainer
Chipie
(1981) Le Mambo du décalco
(1982)
Le Sampa est une chanson de Richard Gotainer qui figure au générique du film Le Maître d'école de Claude Berri. 
Elle est d'abord sortie en face B d'un 45 tours où Poil au tableau figurait en face A, puis les deux faces ont été inversées. La chanson n'est sortie sur aucun album, mais a depuis figuré sur des compilations dont le premier de l'artiste, Grands succès en 1981.
Le single atteint la cinquième place des meilleures ventes de singles durant trois semaines à partir du 17 avril 1982 et s'est vendu à plus de 500 000 exemplaires,.

## Classements
| Classement (1982) | Meilleure place |
| ----------------- | --------------- |
| France (SNEP)     | 5               |

| Classement (1982) | Meilleure place |
| ----------------- | --------------- |
| France (SNEP)     | 29              |